# Пори
Пори (фин. Pori, швед. Björneborg) је град у Финској, у југозападном делу државе. Пори је управно седиште и највећи град округа Сатакунта, где град са окружењем чини истоимену општину Пори.

## Географија
Град Пори се налази у југозападном делу Финске. Од главног града државе, Хелсинкија, град је удаљен 240 км северозападно.
Рељеф: Пори се сместио у југоисточном делу Скандинавије, у историјској области Сатакунта. Подручје града је равничарско до брежуљкасто, а надморска висина се креће око 5 м.
Клима у Порију је континентална, мада је за ово за финске услова блажа клима због утицаја Балтика. Стога су зиме нешто блаже и краће, а лета свежа.
Воде: Пори се развио недалеко од североисточне обале Балтичког мора. Град се заправо сместио на дну највећег естуара у Нордијским земљама, који прави највећа финска река Кокемејенјоки.

## Историја
Пори је за финске услове стар град, са градским правима од 1558. године.
Последњих пар деценија град се брзо развио у савремено градско насеље јужног дела државе.

## Становништво
Према процени из 2012. године у Порију је живело 84.442 становника, док је број становника општине био 83.427.
| 1980. | 1990. | 2000.  | 2012.  |
| ----- | ----- | ------ | ------ |
| -     | -     | 84.294 | 84.442 |

Етнички и језички састав: Пори је одувек био претежно насељен Финцима. Последњих деценија, са јачањем усељавања у Финску, становништво града је постало шароликије. По последњим подацима преовлађују Финци (98,0%), присутни су и у веома малом броју Швеђани (0,5%), док су остало усељеници.

## Галерија
- Градско позориште
- Карјаранта, нова четврт Порија
- Главна протестантска црква у граду
- Градски стадион